# I'lam al-Nas

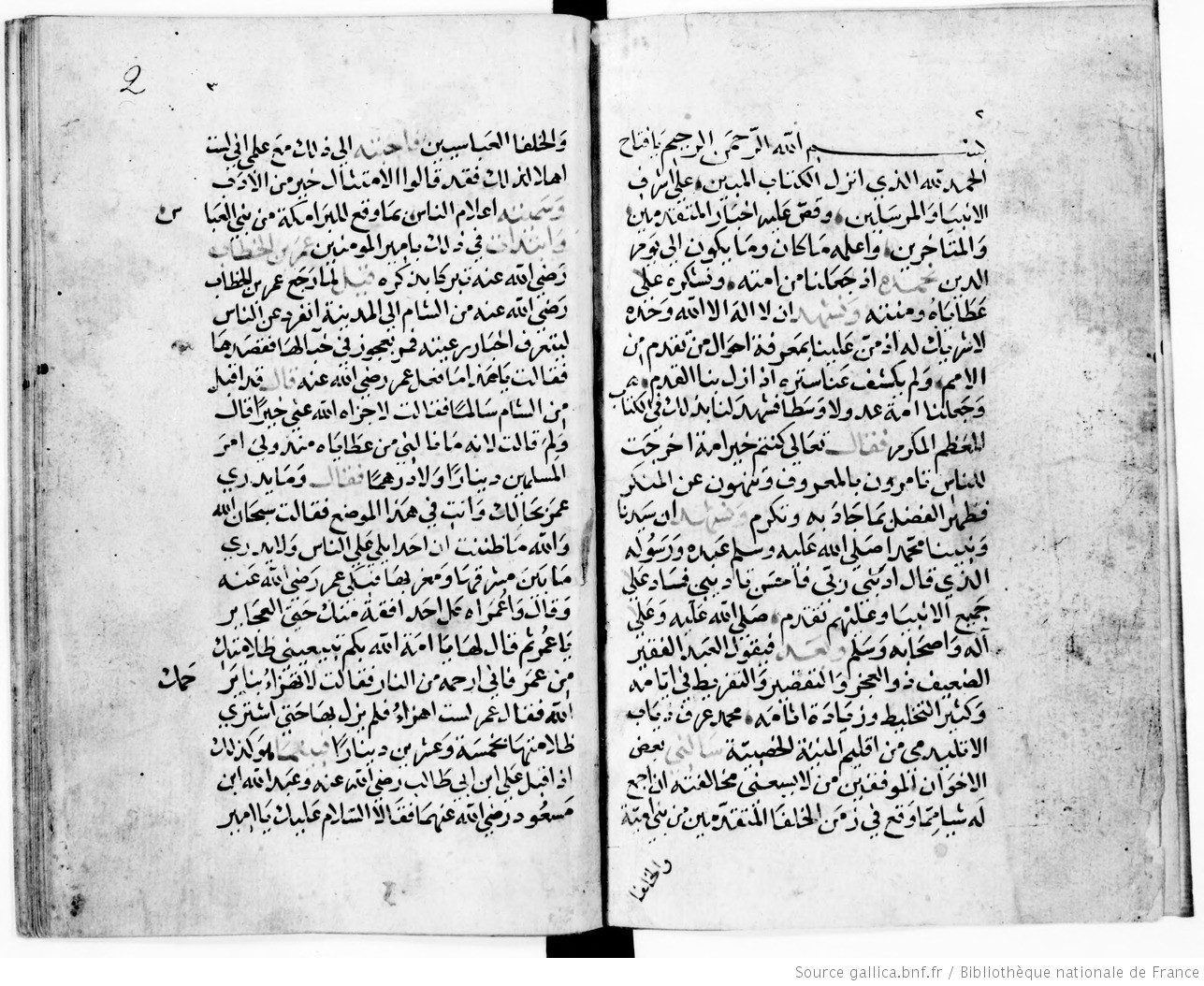
Auszug aus al-Atlidis Werk, I'lam al-Nas bima waqa'a li-l-barammika ma'a Bani al-'Abbas.

I'lam al-Nas bima waqa'a li-l-baramika ma'a Bani al-'Abbas, arabisch إعلام الناس بما وقع للبرامكة مع بني العباس, DMG Iʿlām an-Nās bi-mā waqaʿa li-l-barāmika maʿa Banī l-ʿAbbās, kurz I'lam al-Nas, ist ein 1689 veröffentlichtes Geschichtensammelwerk des ägyptisch-osmanischen Schriftstellers Muhammad Ma'ruf Diyab al-Itlidi (auch al-Atlidi). Es ist die wichtigste externe Quelle für eine Reihe von Geschichten und Anekdoten, die sich auch in Tausendundeine Nacht finden.

## Grundinformationen über das Werk
Über den Autor des Werkes, Muhammad Ma'ruf Diyab al-Itlidi, arabisch محمد المعروف بدياب الإتليدي, auch al-Atlidi, ist nicht viel mehr bekannt, als dass er aus Ägypten stammte und im 17. Jahrhundert lebte. Er veröffentlichte das Buch im Jahr 1689.
Neben dem offiziellen Titel إعلام الناس بما وقع للبرامكة مع بني العباس / Iʿlām an-Nās bi-mā waqaʿa li-l-barāmika maʿa Banī l-ʿAbbās / ‚Informationen des Volkes über das, was den Barmakiden mit den Abbasiden widerfahren ist‘, ist das Buch auch unter dem Titel نوادر الخلفاء / Nawādir al-Ḫulafāʾ bekannt.
Es beinhaltet eine Sammlung von rund 200 Geschichten und Anekdoten über die frühislamischen Kalifen, insbesondere die Abbasiden.

## Bedeutung für „1001 Nacht“
Von den rund 200 Erzählungen finden sich nach Zählung von Victor Chauvin 43 Stück ebenso in den Geschichten aus Tausendundeine Nacht wieder. Damit bildet I'lam al-Nas die wichtigste Einzelquelle für historische und moralische Anekdoten, die in den verschiedenen Übertragungen von Tausendundeiner Nacht enthalten sind, darunter in der Kalkutta-II-Edition, der Breslauer Edition und dem Reinhardt-Manuskript.

### Liste der auch in „1001 Nacht“ erwähnten Geschichten
Aufzählung nach englischen Titeln in The Arabian Nights Encyclopedia, bzw. deutschen Wikipedia-Artikeln.
1. Die Geschichte von Ma'n ibn Zaida (ANE 65)
2. Ma‘n ibn Zâ’ida and the Badawî (ANE 66)
3. Hischām ibn ʿAbd al-Malik und der junge Beduine (ANE 68)
4. Ibrâhîm ibn al-Mahdî and the Barber-surgeon (ANE 69)
5. Ishâq of Mosul (ANE 71)
6. The Mock Caliph (ANE 73)
7. ‘Alî the Persian (ANE 74)
8. Harun al-Raschid, die Sklavin und Abu Yusuf (ANE 75)
9. The Lover Who Feigned Himself a Thief (ANE 76)
10. Jubayr ibn ‘Umayr and the Lady Budûr (ANE 83)
11. Hârûn al-Rashîd and the Three Poets (ANE 112)
12. Al-Hakim und der reiche Kaufmann (ANE 120)
13. ‘Umar ibn al-Khattâb and the Young Badawî (ANE 130)
14. Der König und die tugendhafte Frau (ANE 138)
15. Ishaq al-Mausili, die Sklavin und der Kaufmann (ANE 142)
16. Der irrsinnige Liebhaber (ANE 146)
17. Die Liebe von Utba und Raiya (ANE 211)
18. Prinzessin Hind und al-Hadschadsch (ANE 212)
19. Yunus der Schreiber, die Sklavin und al-Walid II. (ANE 214)
20. Harun al-Raschid und die junge Beduinin (ANE 215)
21. Al-Asma'i und die Mädchen aus Basra (ANE 216)
22. The Lovers of the Banû ‘Udhra
23. Der Beduine und seine Frau (ANE 219)
24. Die Liebenden von Basra (ANE 220)
25. Ishaq al-Mausili, die Sklavin und der Teufel (ANE 221)
26. Die Liebenden von Medina (ANE 222)
27. Al-Malik al-Nâsir and His Vizier
28. Der Ägypter und die Frau der Kreuzritter (ANE 234)
29. ‘Umar ibn ‘Abd al-‘Azîz and the Poets
30. Al-Hajjâj and the Three Young Men
31. Ja‘far ibn Yahyâ and ‘Abd al-Malik ibn Sâlih the Abbaside
32. Al-Ma’mûn and Zubayda
33. The Righteous Vizier Wrongfully Gaoled
34. Sultan Mahmud und sein Wezir (ANE 437)
35. Al-Mundhir ibn al-Mughîra who Bemoans Ja‘far
36. al-Ma’mûn and the Parasite
37. ‘Abbâs
38. Ma‘dîkarib
39. Ma‘n Obtains Pardon for a Rebel (ANE 539)
40. Ma‘n’s Anger (ANE 540)
41. Ishâq and the Roses (ANE 541)
42. The Kiss (ANE 542)
43. Der Kalif al-Ma'mun und das Mädchen vom Stamm der Kilab (ANE 543)

## Rezeption
1873 veröffentlichte die britische Autorin und Übersetzerin Alice Mary Clerk Auszüge aus dem arabischen Text in einer englischsprachigen Übersetzung unter dem Titel Ilâm-en-Nâs. Historical Tales and Anecdotes of the Time of the Early Khalîfahs.

## Ausgaben von I'lam al-Nas

### Arabische Originalausgaben
- Muhammad Ma'ruf Diyab al-Itlidi: Iʿlām an-Nās bi-mā waqaʿa li-l-barāmika maʿa Banī l-ʿAbbās (إعلام الناس بما وقع للبرامكة مع بني العباس), Dar al-Kutub al-Ilmiyah, Beirut 2004. ISBN 2-7451-4495-2.
- Muhammad Ma'ruf Diyab al-Itlidi: Iʿlām an-Nās bi-mā waqaʿa li-l-barāmika maʿa Banī l-ʿAbbās (إعلام الناس بما وقع للبرامكة مع بني العباس), Al-Kamil Verlag, 2015. ISBN 978-9933-35090-1.

### Übersetzungen
- Alice Mary Frere (als Mrs. Godfrey Clerk): Ilâm-en-Nâs. Historical Tales and Anecdotes of the Time of the Early Khalîfahs, Henry S. King, London 1873 (englische Übersetzung).